# Kostelec u Jihlavy
Kostelec u Jihlavy – stacja kolejowa w miejscowości Kostelec, w kraju Wysoczyna, w Czechach. Znajduje się na linii 225 Havlíčkův Brod – Veselí nad Lužnicí, na wysokości 520 m n.p.m..  

## Linie kolejowe
- 225: Havlíčkův Brod – Veselí nad Lužnicí
- 227: Kostelec u Jihlavy – Slavonice